# Лоухі
Лоухі (рос. Лоухи, карел. Louhi, (фін. Louhi) — селище міського типу, адміністративний центр Лоухського району Республіки Карелія.
20 квітня 1978 року стався інцидент з південнокорейським «Боїнгом» у повітряному просторі над Карелією. Літак «Боїнг»-707 південнокорейської авіакомпанії порушив повітряний кордон СРСР, був підбитий перехоплювачем Су-15 і зробив вимушену посадку на лід замерзлого озера Корпіярві неподалік від Лоухі. Загинули 2 пасажири.